# Station Arisaig
Arisaig is een station van de National Rail in Schotland. Het station is eigendom van Network Rail en wordt beheerd door ScotRail. 